# Орльонов Артур Олегович
Артур Олегович Орльонов (нар. 1973, Ташкент) — сучасний український маляр-баталіст. Головний художник студії Українського батального мистецтва.

## Освіта
- 1988—1992 — Ташкентське художнє училище імені П. П. Бенькова
- 1999 — закінчив Академію образотворчого мистецтва у м. Києві. Дипломна робота  — створення діарами “Битва під Берестечком”
- 2003 — закінчив аспірантуру (батальний живопис).
- З 2009 року художник плідно працював над створенням робіт, присвячених славетним подіям і постаттям в історії держави, в рамках проєкту «Україна: історія великого народу». Нині Артур Орльонов  — головний художник студії Українського батального мистецтва.

## Твори
Творчий доробок становить понад 400 праць. Картини митця перебувають у Центральному музеї ЗСУ, Львівській національній галереї мистецтв, Національному заповіднику «Хортиця» та у приватних колекціях. Твори Артура Орльонова різноманітні за тематикою: зображення подій з історії Київської Русі та Козаччини, релігійні теми, пейзажі різних міст світу, Громадянська війна у США, портрети тощо.
Найвідоміша серія картин — це картини із життя українських князів Острозьких. Популярними є картини, присвячені Богданові Хмельницькому та Іванові Богуну.
- «Кий, Щек, Хорив і Либідь засновують Київ. 482 рік»
- «Князь Кий захищає фортецю Києвець на Дунаї. 487 рік»
- «Князь Кий на прийомі у імператора Візантії. 484 рік»
- «Кий з батьком приймають гунських послів. 450 рік»
- «Данило Острозький у битві на Синіх Водах. 1362 рік»
- «Галицькі хоругви у Грюнвальдській битві. 1410 рік»
- «Благословення Феодосія Святого Києво- Печерська Лавра. 1443 рік»
- «Полковник Іван Богун»
- «Богдан Хмельницький»
- «Бій під Берестечком. 1651 р.»
- «Козаки гетьмана Петра Сагайдачного здобувають Кафу. 1616 р.»
- «Конотопська битва»
- «Князь Федір Острозький»
- «Князь Костянтин Острозький»
- «Патріарх Кирило Лукаріс»
- «Св. Кирило та св. Мефодій»
- «Ірина Володарівна»
- «Освоєння дикого заходу»
- «Письмо додому»
- «Бій»
- «Венеція»
- «Стамбул»
- «Київ»
- «Каїр»